# أسغانغ غواي
أسغانغ غواي هو موقع قرية قديمة لشعب هايدا تقع على جزيرة أنتوني الصغيرة الواقعة قبالة جزر هايدا غواي (أو كما تعرف سابقا باسم جزر الملكة شارلوت) ضمن مقاطعة كولومبيا البريطانية. وهو موقع وطني تأريخي كندي و مُدرج على لائحة التراث العالمي منذ سنة 1981.
تُضم قرية أسغانغ غواي أكبر مجموعة من الأعمدة طوطمية المنحوتة من الخشب وهذه الأعمدة تعتبر تُحفاً فنية تٌجسد الطقوس الدينية لشعب الهايدا وهي محط أنظار السياح على الرغم من البلى الذي أصابها نتيجة العوامل الجوية .
بدأ إحتكاك قرية أسغانغ غواي بالأوربيين بدءاً من سنة 1789 حين زارها تجار الفراء الأوربيين ثم استمرت العلاقات بعد ذلك، كان لهذا الاتصال عواقب كارثية حيث أدى إلى تفشي الأمراض والأوبئة التي جلبها معهم المستوطنون الأوربيون ولم تكن معروفة أو منتشرة في أمريكا قبل كولومبوس، ومن هذه الأمراض وباء الجدري الذي أدى إنتشاره عام 1862بين أهالي القرية إلى إنخفاض حاد في عدد السكان. هُجرت القرية كُلياً عام 1885 ورحل ما تبقى من أهالي القرية إلى جزيرة غراهام المجاورة.